# A.J. Johnson
Akeem Jamaal "A.J." Johnson (Fresno, 1 de dezembro de 2004) é um jogador norte-americano de basquete profissional que atualmente joga no Washington Wizards da National Basketball Association (NBA).
Anteriormente, ele jogou pelo Illawarra Hawks da National Basketball League (NBL) e foi selecionado pelos Bucks como a 23º escolha geral no Draft da NBA de 2024.

## Início da vida e carreira
Johnson nasceu em Fresno, Califórnia. Ele cresceu perto do armador do Houston Rockets, Jalen Green, e considerava ele como um irmão mais velho.
Em algum momento de 2020, durante a pandemia de COVID-19, Johnson teve um surto de crescimento, onde cresceu de 1,77 m para 1,95 m.

## Carreira no ensino médio
Johnson começou sua carreira no ensino médio em uma escola em Fresno, Califórnia, antes de passar dois anos na Taft High School, onde emergiu como um dos maiores destaques na classe de 2023, sendo um dos melhores armadores. Johnson, em seu último ano, decidiu frequentar a Donda Academy, a escola de Kanye West em Simi Valley, Califórnia. Após o fechamento da Donda Academy, Johnson terminou seu último ano na Southern California Academy.
Johnson assinou com Bill Duffy e a WME Basketball.

### Recrutamento
Johnson foi visto como um dos melhores armadores na classe de 2023. Em um ponto, Johnson foi classificado como o 9º e 10º melhor jogador da classe pela Rivals, ESPN, 247Sports e On3. Em 21 de novembro de 2022, Johnson se comprometeu com a Universidade do Texas, escolhendo o Texas em vez de outras universidades e várias outras ofertas de alto perfil, como a NBL e a G-League. Em 13 de abril de 2023, Johnson anunciou seu desligamento de Texas e anunciou seu plano de assinar com o Illawarra Hawks da NBL.

## Carreira profissional

### Illawarra Hawks (2023–2024)
Em 13 de abril de 2023, Johnson assinou um contrato com o Illawarra Hawks da NBL da Austrália, juntando-se ao programa Next Stars da NBL. Johnson se juntou a LaMelo Ball em 2019 como o outro prospecto nascido nos Estados Unidos a se juntar aos Hawks. Johnson teve médias de 2,9 pontos, 1,3 rebotes e 0,7 assistências em 7,7 minutos, jogando 26 jogos durante seu tempo com os Hawks.

### Milwaukee Bucks / Wisconsin Herd (2024–Presente)
Em 26 de junho de 2024, Johnson foi selecionado pelo Milwaukee Bucks como a 23ª escolha geral no draft da NBA de 2024. Ele foi chamado de "escolha surpreendente" e um exagero, já que era esperado que Johnson fosse selecionado em algum lugar na segunda rodada, e foi visto apenas como um projeto. Em 5 de julho, ele assinou um contrato de 4 anos e US$14.6 milhões com o Bucks.
Em 23 de outubro de 2024, Johnson fez sua estreia na NBA em uma vitória de 124-109 sobre o Philadelphia 76ers.

## Estatísticas da carreira

### NBL
| Ano     | Equipe    | PJ | PT | MPJ | AP   | 3P   | LL   | RT  | AS | BR | TO | PPJ |
| ------- | --------- | -- | -- | --- | ---- | ---- | ---- | --- | -- | -- | -- | --- |
| 2023–24 | Illawarra | 26 | 0  | 7.7 | .367 | .300 | .538 | 1.3 | .7 | .2 | .1 | 2.9 |

## Prêmios e homenagens
NBA
- Campeão da Copa da NBA: 2024